# 福島県道340号上郷舟渡線
福島県道340号上郷舟渡線（ふくしまけんどう340ごう かみごうふなとせん）は、福島県喜多方市から同県河沼郡会津坂下町に至る一般県道である。

## 路線概要
- 起点：喜多方市高郷町上郷字廻戸丁
- 終点：河沼郡会津坂下町大字高寺字平林
- 総延長：5.515km[1]
  - 実延長：5.476km
- 路線認定年月日：1959年8月31日[2]

## 通過する自治体
- 福島県
  - 喜多方市 - 河沼郡会津坂下町

## 接続・交差する道路
- 喜多方市内
  - 福島県道16号喜多方西会津線（高郷町上郷字廻戸丁 起点）
  - 福島県道151号山都柳津線（高郷町西羽賀字上川原）
- 会津坂下町内
  - 福島県道341号別舟渡線（高寺字船渡）
  - 福島県道43号会津坂下山都線（高寺字平林 終点）

## 道路施設

### トンネル
塩峰トンネル（喜多方市）
- 全長：211m
- 幅員：6.0（10.0）m
- 高さ：4.7m
- 竣工：1995年7月
- 施工：会喜経常建設共同企業体[3]

1995年（平成7年）12月27日開通。市内高郷町西羽賀と高郷町夏井を隔てる塩峰峠を貫く。

### 橋梁
塩坪橋（喜多方市、阿賀川）
西羽賀橋（喜多方市、只見川）

## 沿線
- 喜多方市立高郷中学校
- カイギュウランドたかさと